# Église Saint-Charles-aux-Quatre-Fontaines
L'église Saint-Charles-aux-Quatre-Fontaines (en italien San Carlo alle Quattro Fontane) est une église de Rome, située dans le rione (quartier) Monti. Construite dans le style baroque par Francesco Borromini de l'ordre espagnol des Trinitaires Déchaux, c'est la première réalisation indépendante de l'architecte.
L’église, en italien « di San Carlo alle Quattro Fontane », est dédiée à Charles Borromée, mais du fait de ses petites dimensions, les Italiens l’appellent le plus souvent San Carlino. Elle doit son nom au carrefour sur lequel elle se trouve et dont les quatre angles sont décorés d’une fontaine représentant le Tibre et l’Arno d’une part, Diane et Junon d’autre part, l’une d’elles est intégrée dans la façade de l’église. Cette réalisation de Borromini est considérée comme étant un des chefs-d’œuvre de l’architecture baroque.

## Histoire
Le projet put voir le jour grâce au financement et au patronage du cardinal Francesco Barberini, neveu du pape Urbain VIII.
L’histoire de la petite communauté des trinitaires qui confièrent à Borromini la construction du couvent et de l’église de San Carlino commence en 1610, lorsque le général de l’ordre, fra Gabriele dell’Assunzione, fut envoyé à Rome afin de traiter avec la Curie du problème de la réorganisation de l’ordre. 
En 1611 fut acquise par l’ordre, une maison située à un angle du carrefour des Quatre Fontaines. Les possessions des trinitaires s’agrandirent ensuite par donations et nouvelles acquisitions. Entre 1612 et 1614 furent réalisés de petits travaux de transformation de l’ensemble immobilier qui comprenait dès lors plusieurs bâtiments. 
En 1634, fra Giovanni dell’Annunciazione, procurateur des trinitaires, fit abattre trois maisons afin de pouvoir édifier le couvent et l’église. Le 6 juillet de la même année, l’architecte Francesco Borromini qui avait été choisi, signa les conventions de travaux, qui commencèrent immédiatement et la première pierre de fondation fut placée le 15 juillet. La construction du cloître et des salles adjacentes commença le 6 février 1635 et le 15 août, les travaux de la zone d’habitation du couvent (réfectoire, cuisine, cellules et la bibliothèque) étaient achevés. Le 4 juin 1636 le cloître et les salles adjacentes étaient construits. Le 23 du même mois, le cardinal Barberini bénit le couvent et le lendemain les moines vinrent y habiter ; c’est dire que les travaux furent menés diligemment. 
Toutefois, après avoir achevée la partie du couvent nécessaire à la vie de la petite communauté, survint une période de crise due à une extrêmement pauvreté et les travaux de l’église et de la sacristie ne commencèrent que le 23 février 1638. La première pierre de fondation fut mise en place le 19 avril 1638, en présence du cardinal Barberini. Le 8 mai 1641 la construction de l’église était achevée et le 26 du même mois, le cardinal Barberini y célébra la première messe. 
Entre 1641 et 1644, furent exécutés les travaux de finition de la façade donnant sur la via Quattro Fontane. C’est au cours de cette même année 1641 que Pierre Mignard réalisa une Annonciation à fresque, au-dessus de la porte principale. En 1642, Giovanni Domenico Cerrini, dit le Cavalier Perugino, réalisa le tableau de sainte Ursule et en 1643 celui de sainte Agnès. Toujours en 1643, fut fondue la grande cloche du campanile, il fut alors probablement mis en place une structure provisoire en bois. En 1646, Pierre Mignard acheva son tableau pour l’autel majeur, représentant la sainte Trinité adorée par saint Charles Borromée, ainsi que les deux saints de l’ordre, Jean de Matha et Félix de Valois. 
L’église ne fut consacrée que le 14 octobre 1646, par le cardinal Ulderico Carpegna. 
Entre 1656 et 1659 fut construit le premier campanile, de forme triangulaire. 
Le 6 avril 1666, les pères approuvèrent un décret par lequel ils concédaient à Borromini le choix d’un emplacement dans la crypte, afin de réaliser une chapelle et un autel pour sa sépulture. Mais l’ultime volonté de Francesco fut d’aller rejoindre dans la tombe Carlo Maderno, à San Giovanni Battista dei Fiorentini. 
À la mort de Borromini, le 3 août 1667, la construction de la façade fut brutalement interrompue. En 1670, son neveu Bernardo, prit en charge la suite des travaux, dans la stricte observance des volontés et dessins laissés par Francesco. 
En février 1670, fut abattu le campanile triangulaire, le nouveau de forme quadrangulaire fut élevé rapidement. Les travaux de la façade reprirent en 1675. Le 6 août de cette année-là, fut commandée à Antonio Raggi, la statue de saint Charles Borromée, elle fut placée au milieu de la façade, dans la niche au-dessus de la porte principale. Quelques travaux se poursuivirent encore à travers les siècles jusqu’à nos jours.

## Description

### Le cloître
Le minuscule cloître à plan mixtiligne dérive d’un octogone. Il est entouré de deux niveaux de galeries. L’inférieur est composé de serliennes qui sont convexes aux angles, alors que le niveau supérieur, orné de simple colonnes, est embelli par une balustrade. Le thème de l’octogone se retrouve dans les chapiteaux des colonnes de l’étage supérieur, ainsi que dans la forme du puits qui complète la vision du cloître. Il est à noter que l’ouverture du puits est elliptique. Borromini parvint à donner un aspect accueillant à un lieu tellement exigu qu’il aurait pu être oppressant.

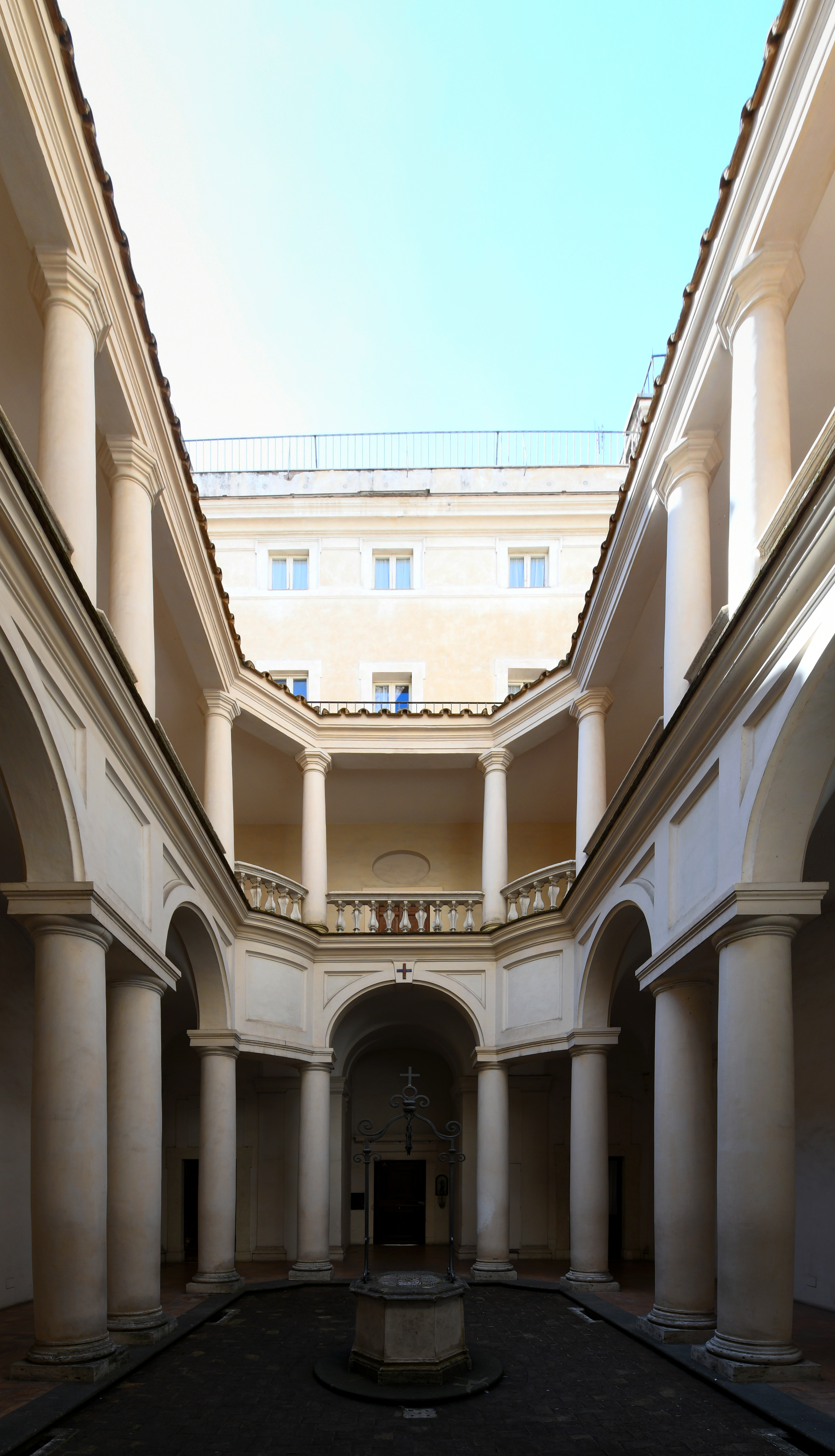
Le cloître.
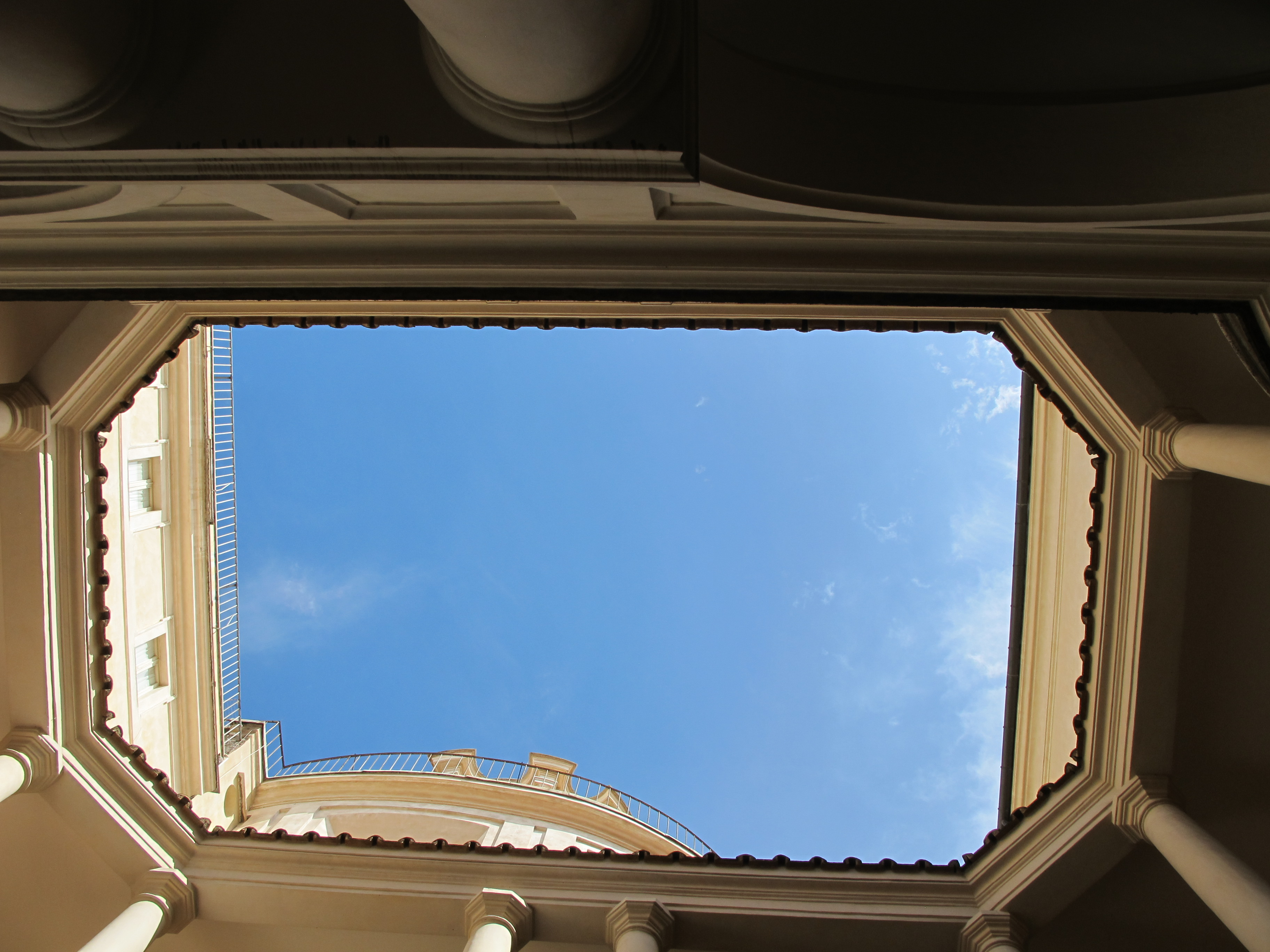
Forme supérieure du cloître.
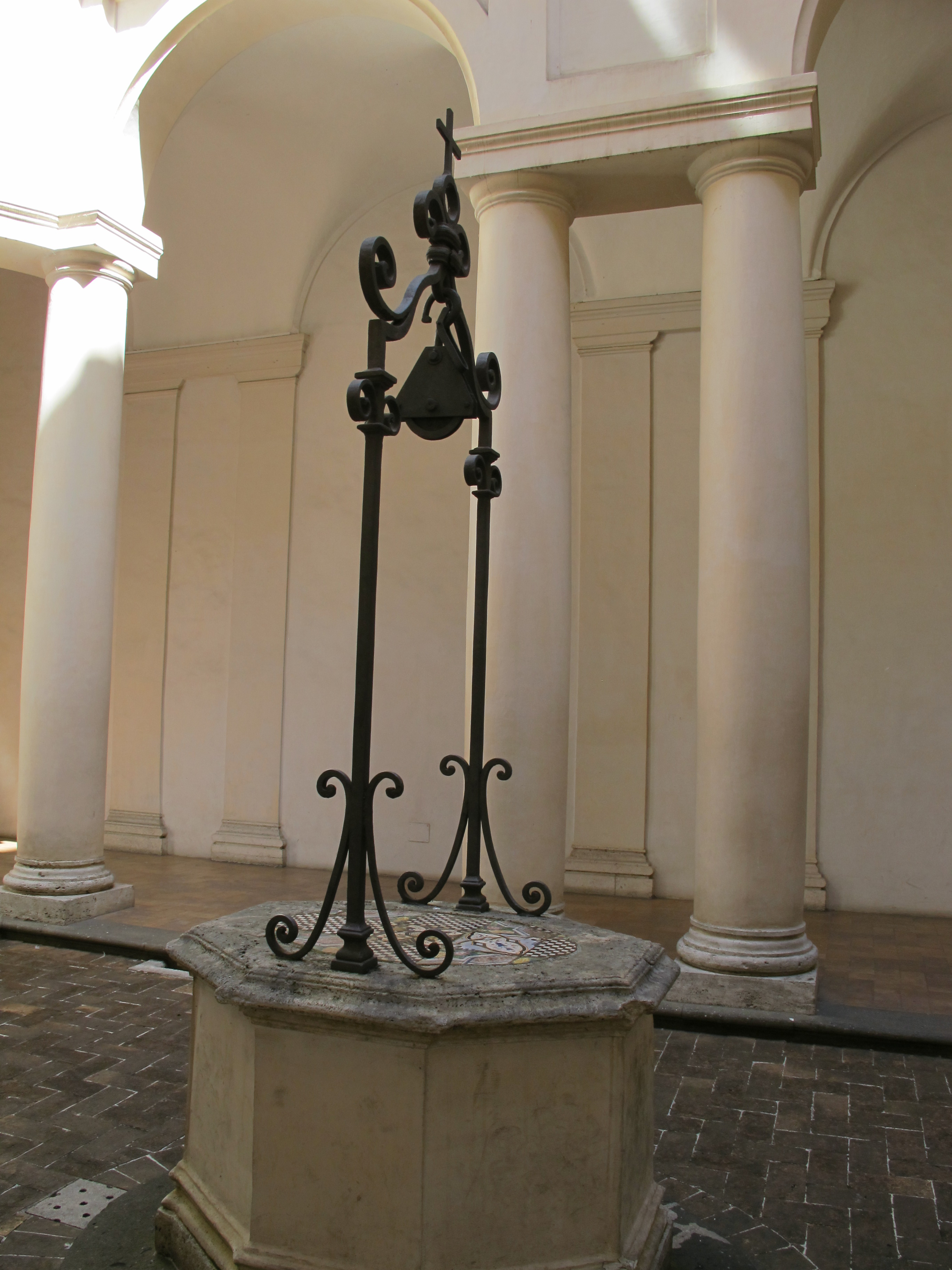
Le puits.

### L'église
D’aucuns ont prétendu que pour élaborer San Carlino, Borromini se serait inspiré de l’église Saint-André du Quirinal, œuvre du Bernin. Il suffit de constater que Saint-André ne fut commencée qu’en 1658, soit vingt-quatre ans après San Carlino, pour décider qu’il s’agit là d’une pure calomnie et d'une bien grande méconnaissance de la personnalité de Borromini.
La plus grande contrainte à laquelle l’architecte dut faire face ici, est sans nul doute l’étroitesse des lieux. On dit que l’église tout entière tiendrait en un seul pilier de la basilique Saint-Pierre. Il s’employa donc à créer des perspectives ayant pour but de donner l’illusion d’un espace plus vaste.
Le schéma directeur de San Carlino dérive de celui d’un plan central. Il est basé sur la figure géométrique de deux triangles équilatéraux ayant une base commune et dans lesquels se trouve inscrite une ellipse, le diamètre des colonnes est inscrit entre deux rectangles concentriques qui déterminent le centre des absides semi-circulaires. La complexité de la construction démontre combien Borromini possédait l’art de la géométrie (voir le schéma ci-dessous).

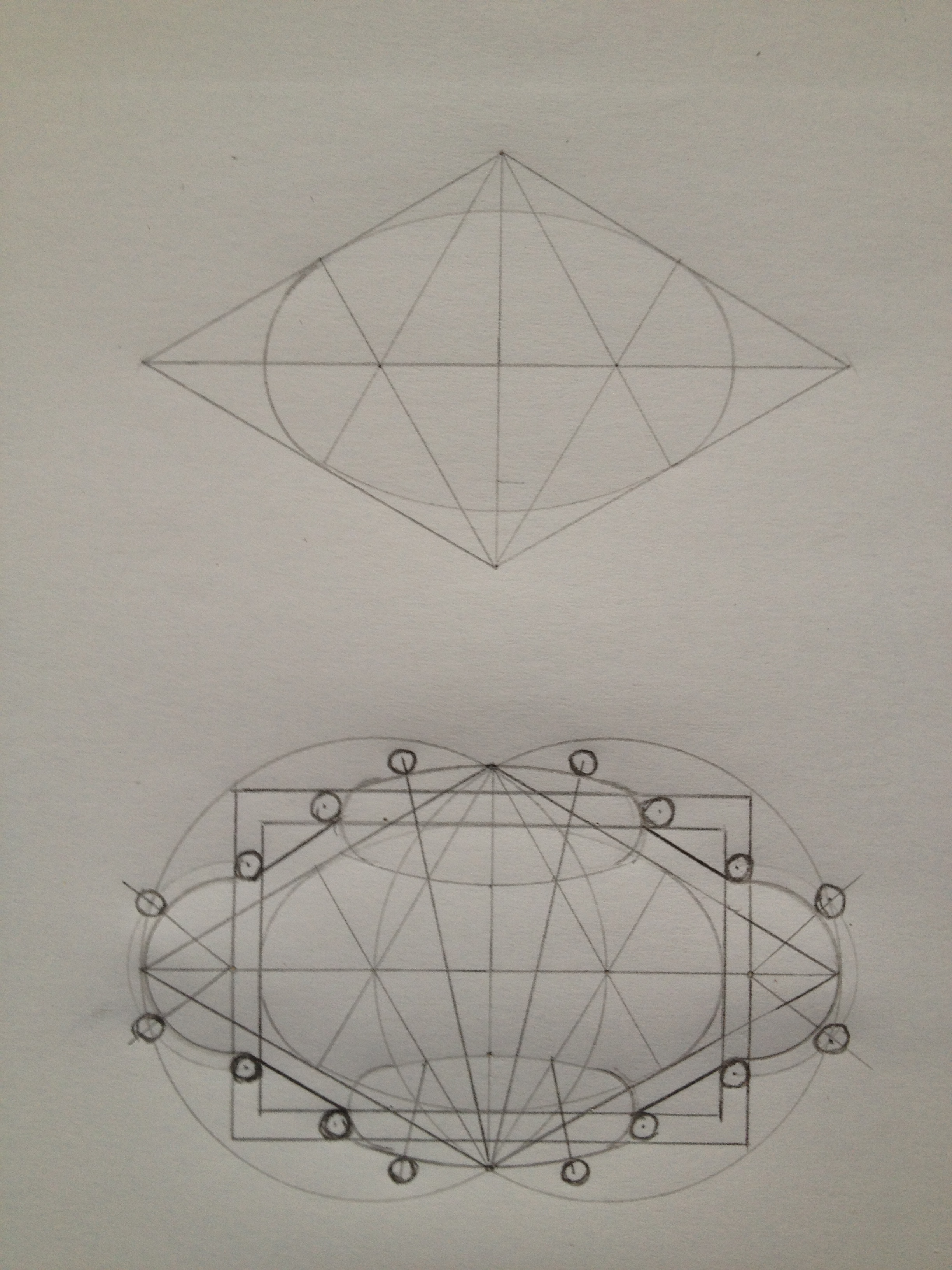

Quatre arches reprennent l’entablement elliptique de la coupole qui est construite en brique. Cet humble matériau, avec le stuc, seront presque exclusivement employés pour l’ensemble du complexe, cela du fait de la pauvreté des moines, ce qui convenait bien aux goûts simples de Borromini en ce domaine. La coupole est ornée d’un ensemble de caissons dont la taille diminue en allant vers le haut de la voute. Les caissons ont divers thèmes qui s’alternent dans leur disposition : cercle inscrit dans un octogone, hexagone, croix. Ils forment un ensemble fort original, éclairé zénithalement par une lanterne ovoïde et par des fenêtres latérales placées sur l’entablement elliptique. Le raccordement de la coupole au corps de l’édifice est réalisé par quatre pendentifs.
Le mouvement ondulatoire des murs et le rythme alternatif des formes convexes et concaves donnent à ressentir la pulsion vivante d’un corps plastique.
La présence récurrente d’éléments réunis trois à trois se rapporte à la Trinité et à l’ordre trinitaire des moines pour lesquels l’édifice fut conçu (on notera ce nombre trois pour les anges sur les pendentifs, les niches, les rangs de caissons dans les niches au-dessus des autels, la décoration de feuilles et de fleurs des fenêtres, sans parler des angles des triangles équilatéraux qui régissent l’ensemble du bâtiment, ceux du triangle inscrit dans un cercle qui contient une colombe en son centre, au sommet de la lanterne).

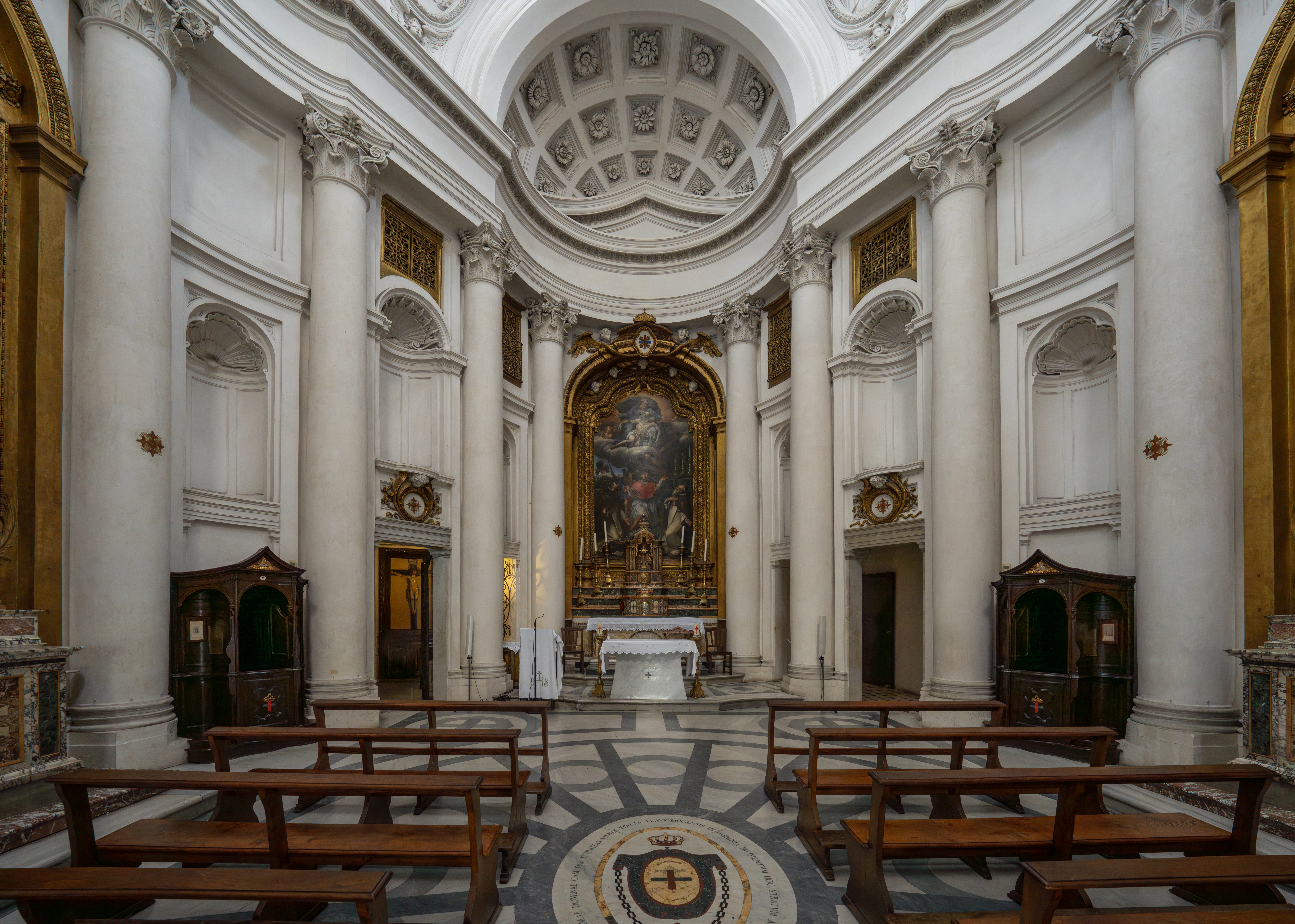
L'intérieur de l'église.
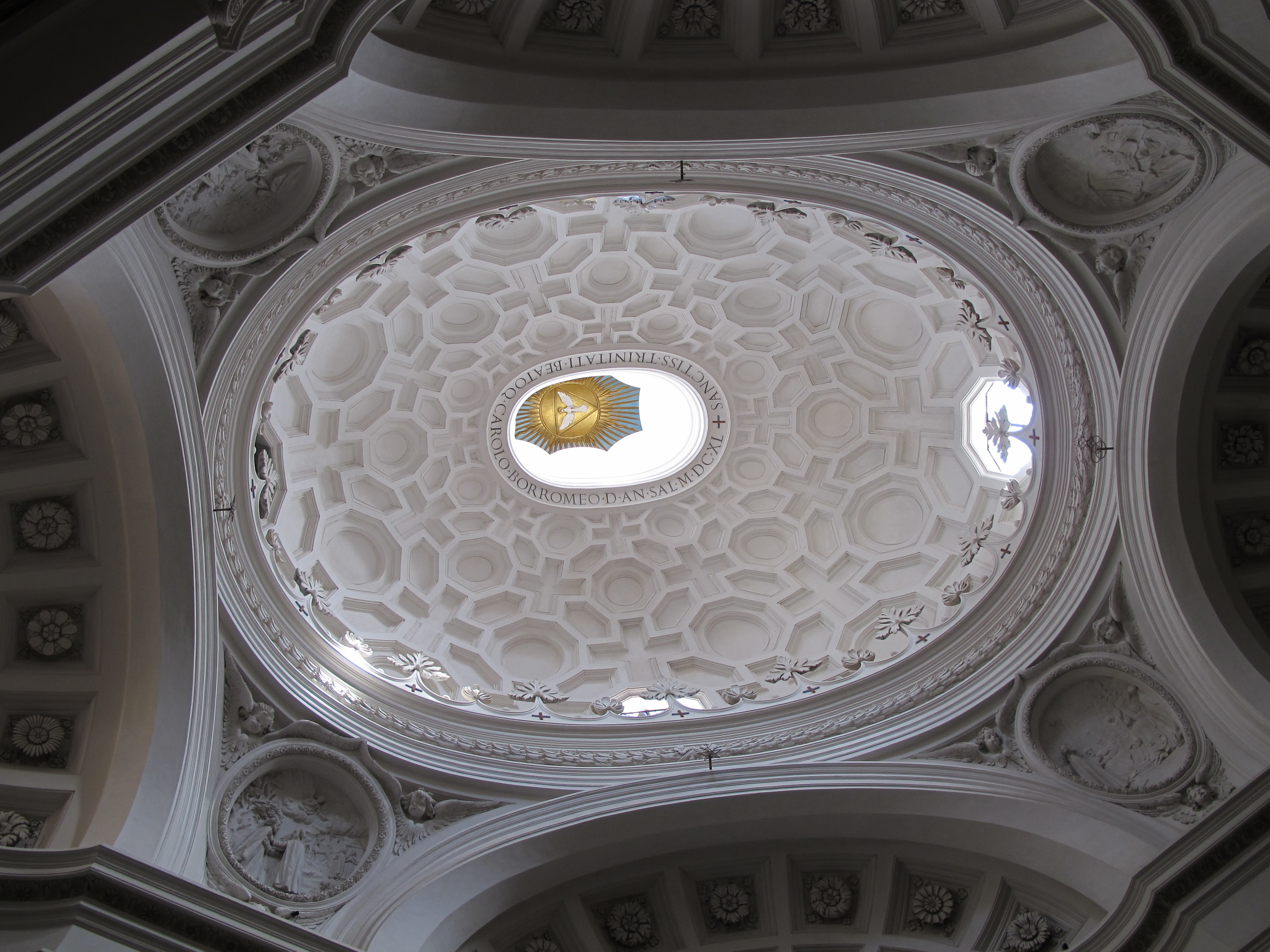
Les quatre arches de l'entablement.
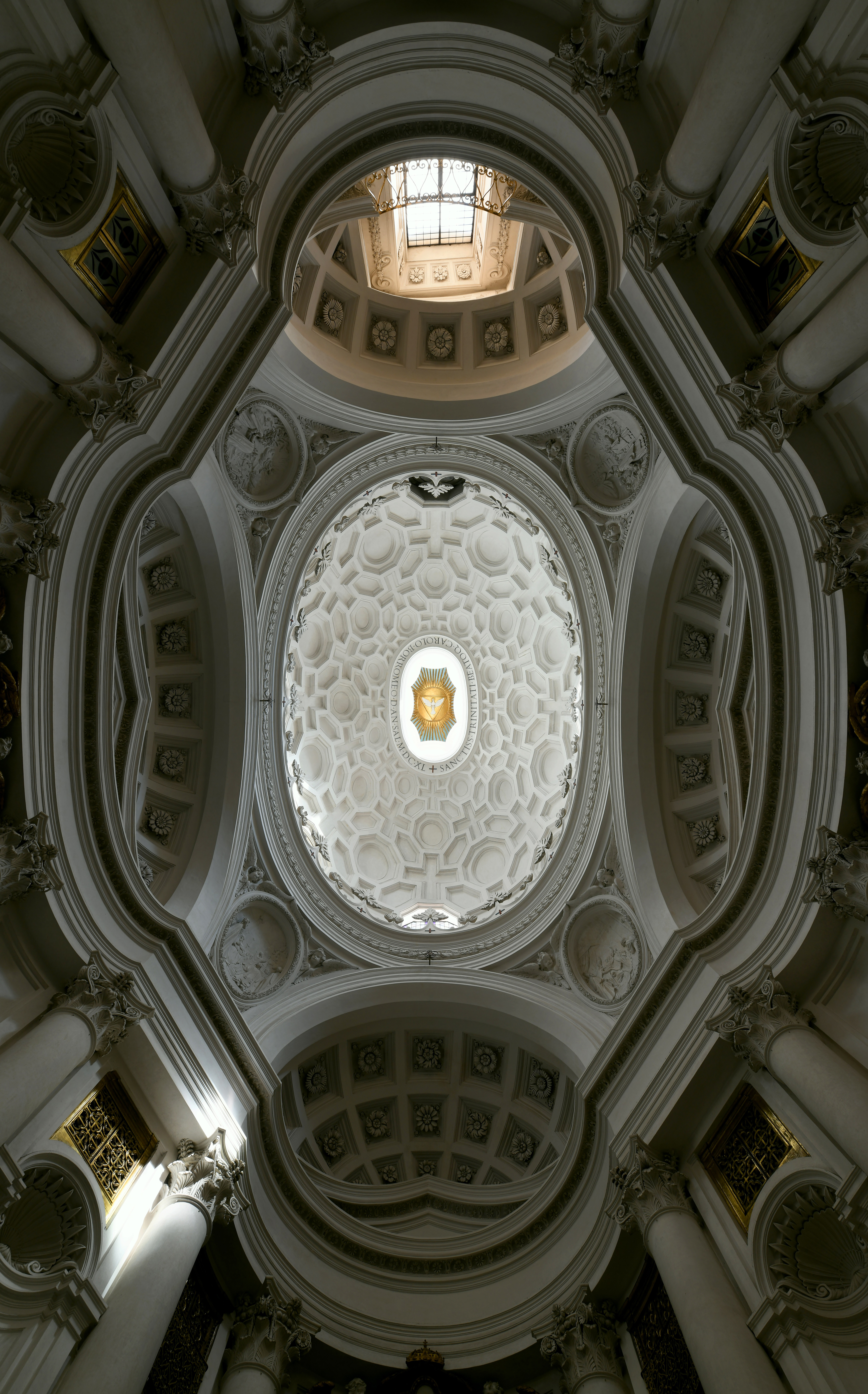
Vue générale du dôme.
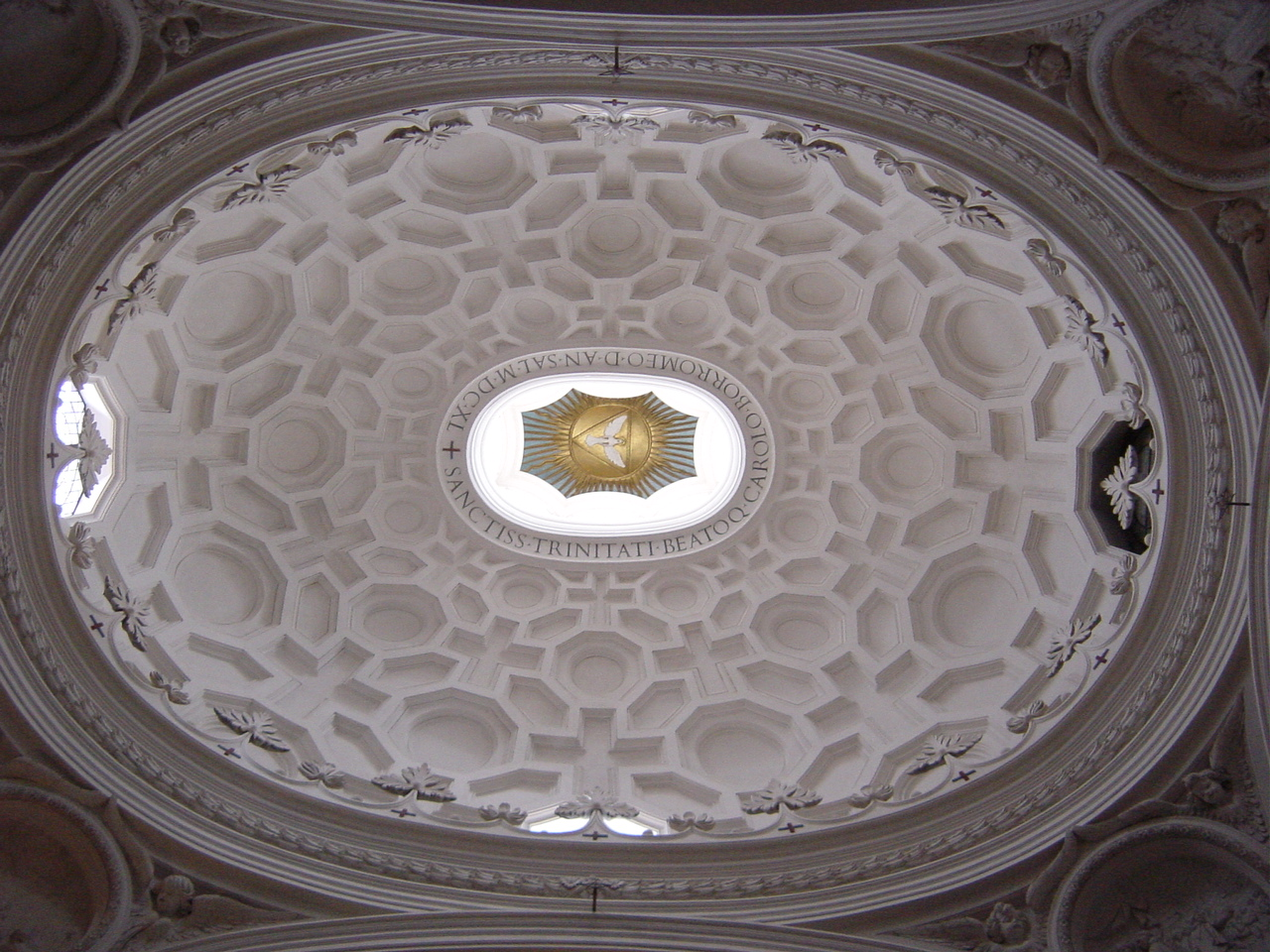
Les caissons du dôme.
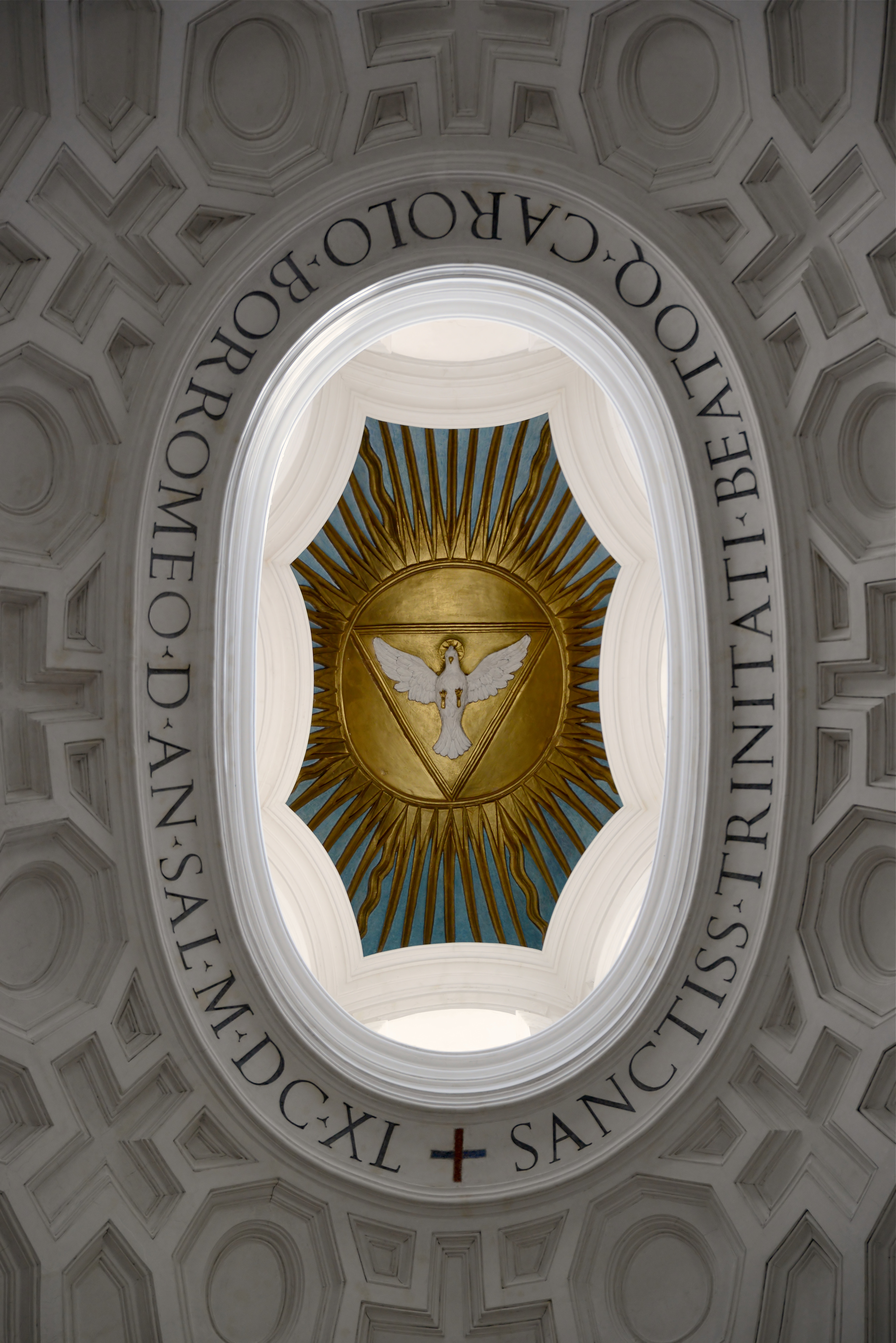
La lanterne vue intérieure.
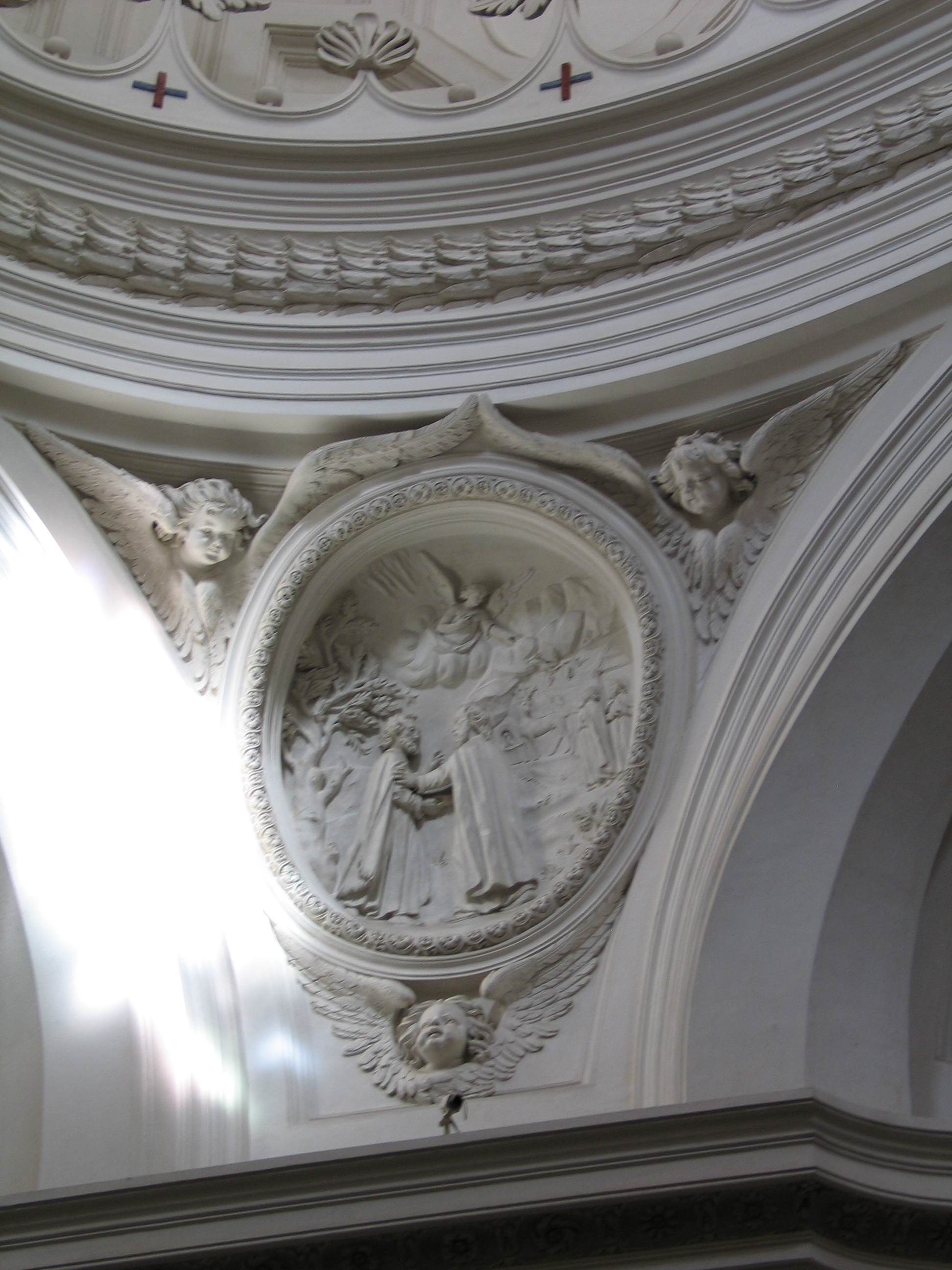
Un des pendentifs.

### Le campanile
Le campanile constitue une des énigmes de l’histoire de l’église. À l’origine il fut construit par Borromini, très probablement de forme triangulaire. L’énigme réside dans le fait qu’il fut ensuite démoli et reconstruit par Bernardo. Durant la réunion capitulaire du 23 février 1670, la communauté des Trinitaires du couvent décida la démolition du campanile qu’elle trouvait disproportionné et d’en construire un plus petit et adapté. Paradoxalement le nouveau, de forme quadrangulaire réalisé par Bernardo a plus ou moins la même hauteur et est nettement plus large, il ne se distingue du précédent que par le disgracieux couronnement pyramidal qui se substitua à l’élégant volume cylindrique d’origine.

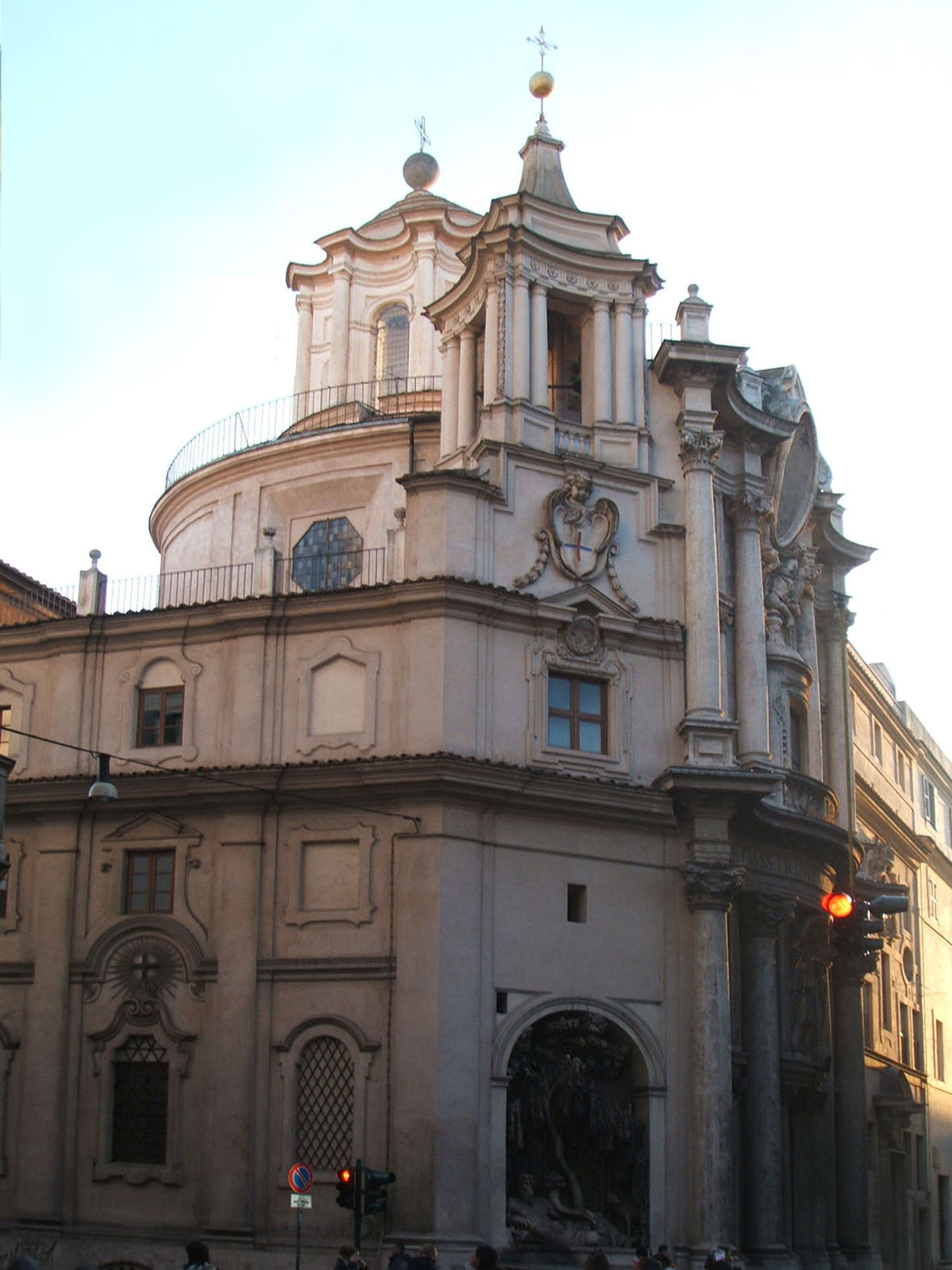
Au premier plan le campanile, au second la lanterne.

### La lanterne
Dans la structure de la lanterne apparaît pour la première fois le motif des absides raccordées, développé d’une façon inédite par le contraste entre les colonnes de contrefort et les murs rentrants. La structure rythmique correspond à une cohérente abréviation de l’église en dessous.

### La crypte
La crypte reprend le même schéma que celui de l’église supérieure, elle possède une voute à 8 segments fondée sur des piliers et deux chapelles dont l’une devait recevoir la dépouille de Borromini mais qui, selon ses ultimes volontés, fut enterré à San Giovanni dei Fiorentini. Sobre et austère cette partie du complexe de San Carlo reprend les canons linguistiques de l’architecte.

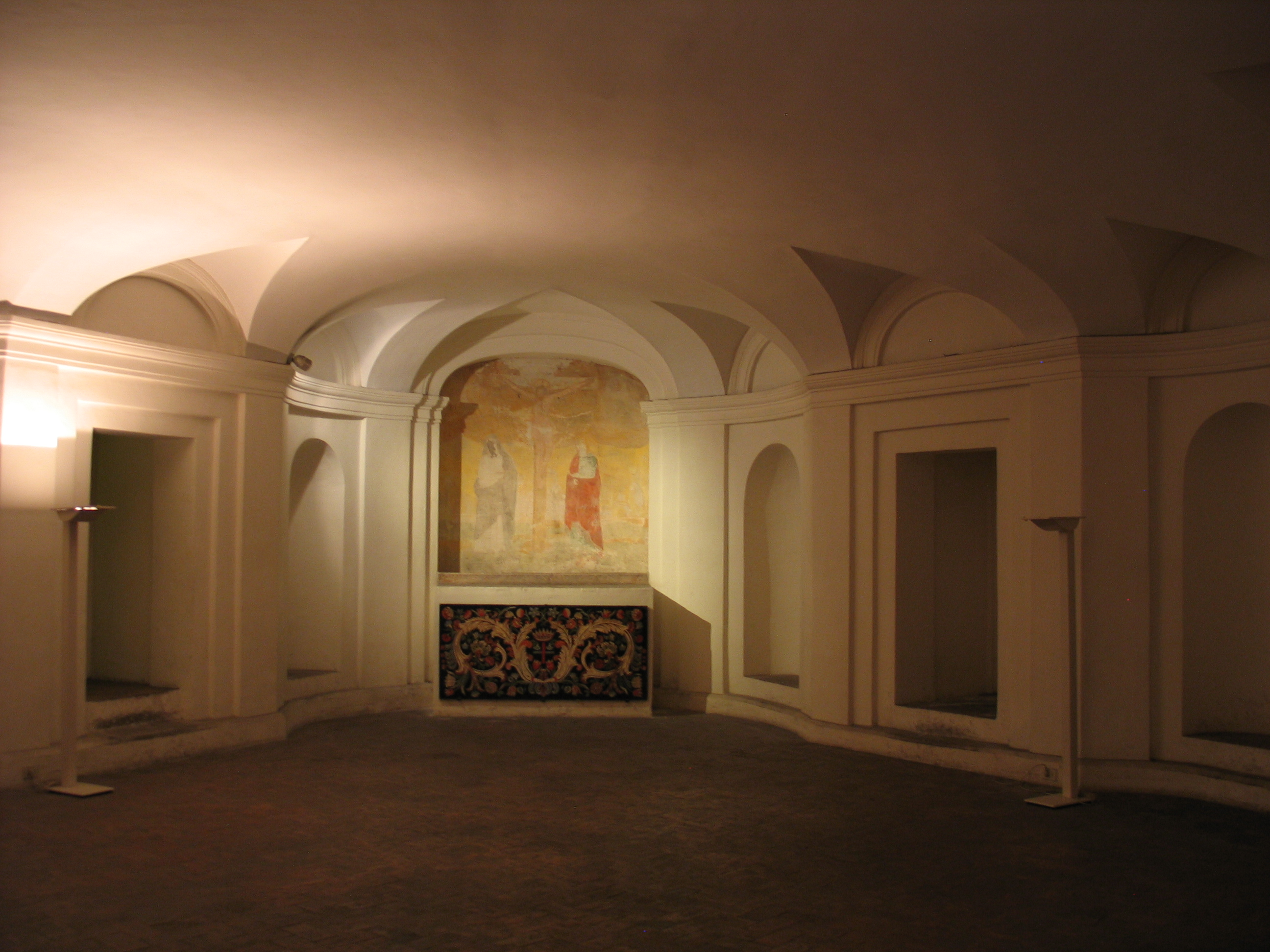
La crypte.

### La façade
Borromini élabora sa façade sur deux niveaux. La partie inférieure est caractérisée par une succession de surfaces, concave, convexe, concave, alors que le niveau supérieur présente trois parties concaves dont la centrale supporte un édicule convexe. Cette alternance rythmique des formes crée une façade dynamique pleine de mouvement, agrémentée d’une magnifique décoration, comme la niche au-dessus de la porte dans laquelle se trouve la statue de saint Charles Borromée encadrée par deux anges dont les ailes lui procurent un abri, et le médaillon ovale et concave placé à la partie supérieure que supportent deux anges, il fut un temps où il était décoré de l’image de saint Charles.

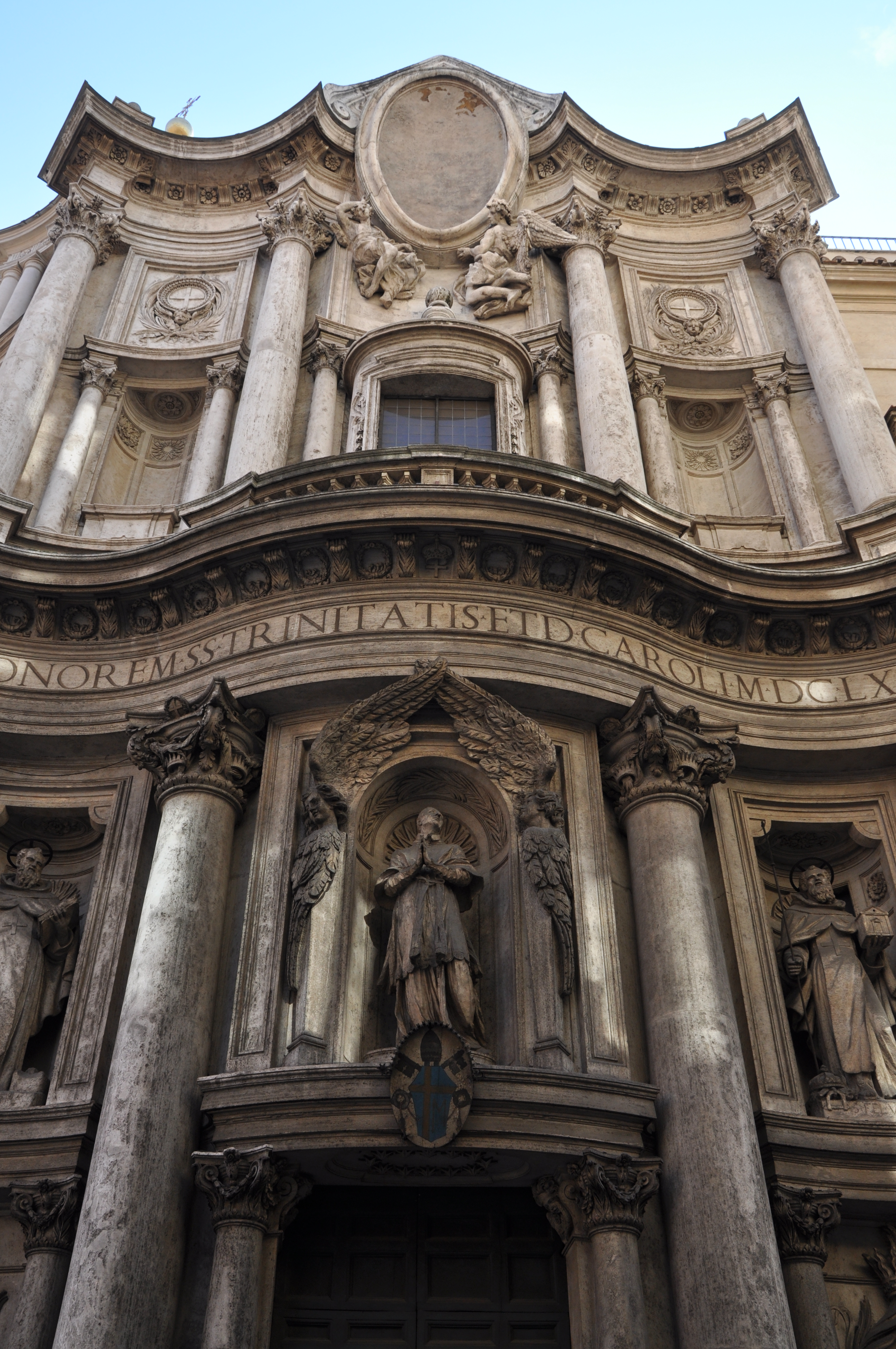
La façade.

## Œuvres conservées dans l'église
L’église héberge trois peintures placées au-dessus des autels :
- sur l’autel majeur, La Trinité adorée par saint Charles Borromée, saint Jean de Matha et saint Félix de Valois, de Pierre Mignard (1646) ;
- sur l’autel de gauche, extase de saint Jean-Baptiste de la Conception, de Prospero Mallerini (1819) ;
- sur l’autel de droite, extase de saint Michel des Saints, d’Amalia de Angélis (1847).